# Кратки филм
Краткометражни или кратки филм је израз који се најчешће користи за филмове у трајању од 10 до 20 минута, док Академија филмских уметности и наука дефиниште сваки кратки филм, чије је трајање 40 или мање минута.
Кратки филмови су били карактеристични за најранији период немог филма, а временом су почели да се снимају и дугометражни филмови. Форма кратког филма је тада коришћена у специфичним жанровима, као што су комедије, документарни филмови и филмске новости. Кратки филмови су признати као посебна уметничка форма и посвећени су им многи филмски фестивали.
Упркос томе што су кратки филмови били карактеристични за период немог филма и данас се снимају у великој мери. Разлог је тај што омогућују анонимним филмским ствараоцима да се на релативно једноставан начин „пробију” у свету филма.

## Историја
Сви филмови на почетку кинематографије били су врло кратки, понекад су трајали само минут или мање. Тек 1910-их, филмови су почели да трају дуже од десетак минута. Први сет филмова представљен је 1894. године и то путем уређаја Томаса Едисона који се зове кинетоскоп. Направљен је само за индивидуално гледање. Комедије кратких филмова произведени су у великом броју у поређењу са дугачким филмовима као што је Д. В. Грифитово Рођење нације из 1915. године. До 1920-их, карта је куповала разноврстан програм, који је укључивао играни филм и неколико пратећих дела из категорија као што су други играни филм, кратка комедија, цртани филм у трајању од 5–10 минута, путопис и филмски журнал.
Кратке комедије су биле посебно честе и обично су долазиле у серијалима или серијама (као што су Our Gang филмови, или бројна остварења лика Чарлија Чаплина Малог скитнице).
Анимирани цртани филмови су углавном долазили као кратке теме. Практично све велике филмске продукцијске компаније имале су јединице задужене за развој и продукцију кратких филмова, а многе компаније, посебно у немој и врло раној звучној ери, производиле су углавном или само кратке теме.